# Passovia coarctata
Passovia coarctata är en tvåhjärtbladig växtart som först beskrevs av Albert Charles Smith, och fick sitt nu gällande namn av Kuijt. Passovia coarctata ingår i släktet Passovia och familjen Loranthaceae. Inga underarter finns listade i Catalogue of Life.